# Irracionalisme

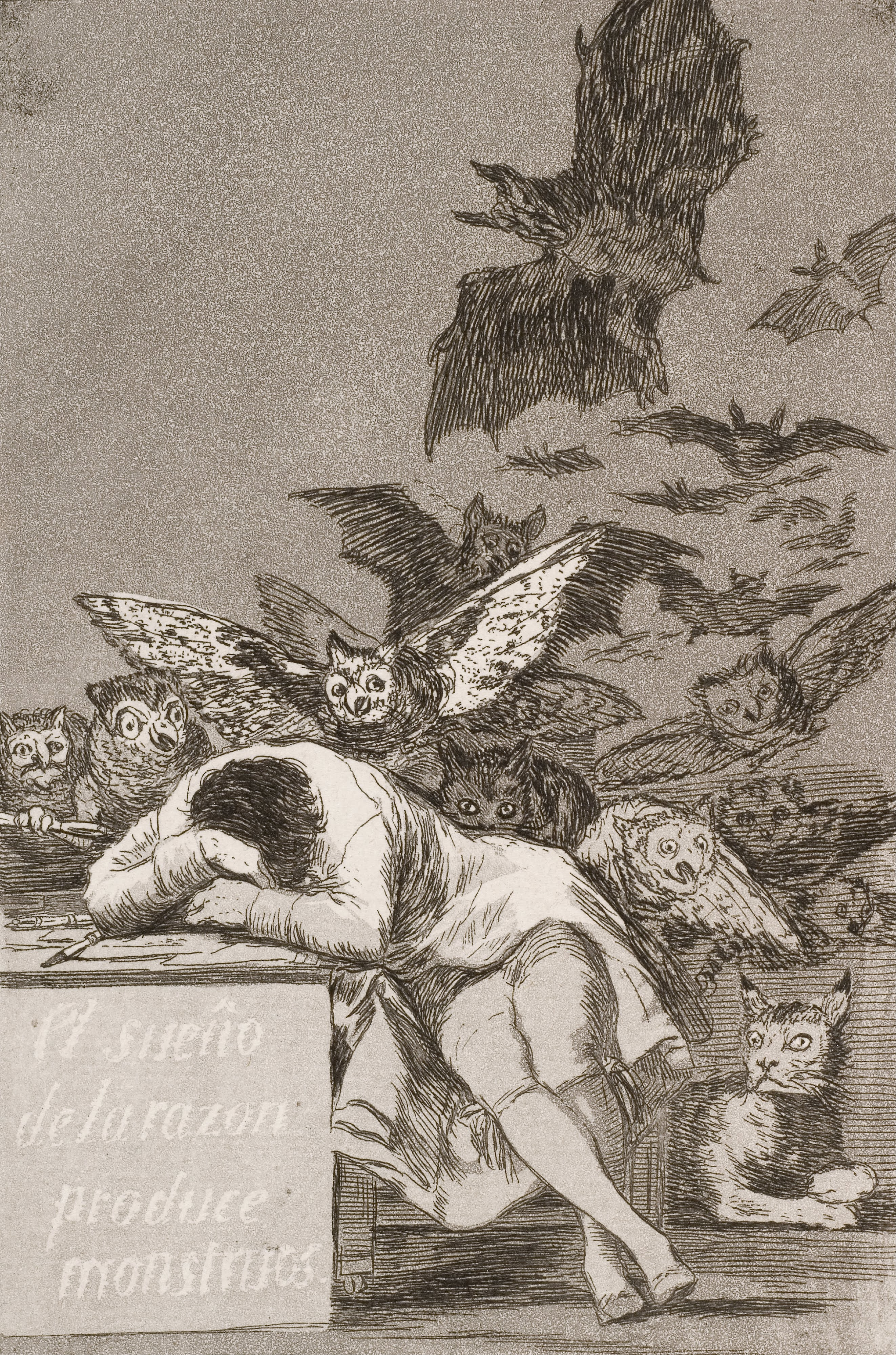
"El somni de la raó produeix monstres" de Francisco de Goya

L’irracionalisme és un corrent filosòfic que qüestiona la confiança absoluta en la raó com a única via per conèixer la realitat. Defensa que hi ha altres formes de coneixement, com ara la intuïció, la voluntat, l’instint, el sentiment o la fe, que també poden ser vàlides per entendre el món i l’existència humana.
Aquest corrent va sorgir principalment durant el segle XIX i començaments del segle XX com a reacció al racionalisme de la Il·lustració i al positivisme científic, tot i que té precedents en èpoques anteriors. Mentre que el racionalisme sosté que la raó és la millor eina per comprendre la realitat, l’irracionalisme considera que la raó té límits i que hi ha aspectes fonamentals de la vida —com l’art, la religió o l’experiència interior— que no poden ser entesos només amb el pensament lògic.
Amb tot, l'irracionalisme no és una escola filosòfica unificada, sinó un conjunt de pensadors que comparteixen la crítica al paper excessiu que s’ha donat a la raó en la cultura occidental. Autors com Arthur Schopenhauer, Friedrich Nietzsche, Søren Kierkegaard, Henri Bergson i Martin Heidegger han estat relacionats amb l’irracionalisme, cadascun des d’un punt de vista diferent. Les seves idees han influït no només la filosofia, sinó també la religió, l’art, la política o la literatura.

## Antecedents històrics

### Filosofia clàssica
Els orígens de l’irracionalisme es poden rastrejar en el pensament filosòfic de l’antiguitat, especialment entre els segles VI i IV aC. Heràclit d’Efes (aprox. 540–480 aC) va defensar que la realitat està en constant canvi i que només es pot comprendre mitjançant la intuïció del logos, entès no com a raó lògica, sinó com a principi vital i dinàmic que ho travessa tot. Aquesta visió contrasta amb la recerca de l’ordre immutable pròpia de Parmènides o de la racionalització platònica del món de les idees.
També els sofistes del segle V aC, com Protàgores i Gòrgies, van posar en dubte l’existència d’una veritat objectiva i van defensar el caràcter relatiu del coneixement humà. Segons ells, el llenguatge i la persuasió tenen un paper central en la construcció del saber, fet que ja anticipa una actitud crítica cap a la raó com a via privilegiada per accedir a la veritat.
Tot i que la tradició filosòfica occidental posterior —des d’Aristòtil fins a la Il·lustració— va privilegiar la racionalitat com a instrument fonamental del coneixement, aquests precedents mostren que, ja des dels inicis, hi havia una tensió entre raó i altres formes de comprensió de la realitat.

### L'edat mitjana

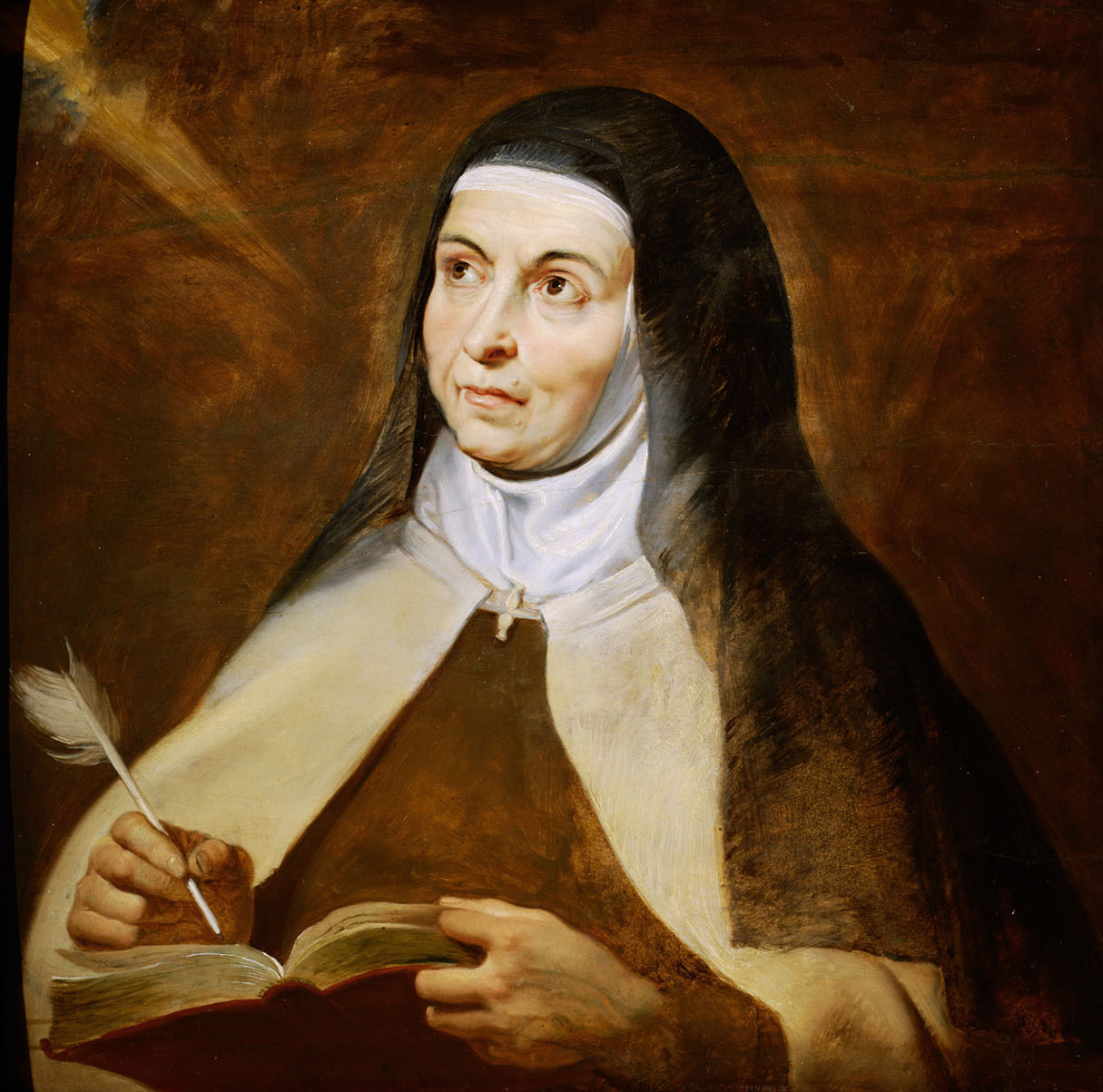
Santa Teresa de Jesús (pintura de Rubens)

En paral·lel al desenvolupament del pensament racional, diverses tradicions religioses i espirituals van posar l’accent en formes de coneixement no racional. El pensament místic, especialment actiu entre els segles XII i XVI, proposa una via interior i experiencial per accedir al diví. En el cristianisme medieval, figures com Hildegarda de Bingen (1098–1179), Mestre Eckhart (c. 1260–1328), o sant Joan de la Creu (1542–1591) van parlar d’una unió directa amb Déu que supera les estructures de la raó discursiva i només es pot expressar simbòlicament o amb el silenci.
Tanmateix, la figura central del misticisme és Santa Teresa de Jesús (1515–1582), monja carmelita i reformadora de l’orde del Carmel. Les seves obres, com El libro de la vida  i Las Moradas, descriuen amb gran detall l’experiència mística com un procés d’unió amorosa amb Déu que travessa l’ànima per mitjà de la contemplació i la passivitat interior. Teresa defensa una forma de coneixement directe i immediat de la divinitat, que no depèn de l’intel·lecte, sinó de l’experiència íntima i transformadora. El seu pensament influí profundament en la tradició espiritual d’Occident i exemplifica la desconfiança envers els límits de la raó en l’àmbit religiós.
Aquests corrents mostraven que la raó, tot i ser útil, no podia captar el misteri últim de l’existència. Aquesta idea —la de la insuficiència de la raó davant el sagrat o el profund— seria clau en el desenvolupament de l’irracionalisme modern a partir del segle XIX.

## Irracionalisme filosòfic
La vida intel·lectual del segle xix va ser molt complexa. Una de les expressions d'aquesta complexitat va ser una profunda rebel·lió filosòfica i política contra els sistemes tradicionals de pensament, que es van concretar en atacs contra les institucions establertes per les democràcies liberals. Aquesta rebel·lió va tenir dues formes diferenciades. D'una banda, una rebel·lió racionalista que comença amb els filòsofs francesos de la Revolució i conclou amb les idees de Marx i, finalment, en la Rússia soviètica. D'altra banda, una rebel·lió romàntica que comença amb Byron, Schopenhauer i Nietzsche desemboca amb els totalitarismes de Mussolini i Hitler.
La forma romàntica de la rebel·lió és oposada a la forma racionalista. Si bé ambdues provenen de la Revolució Francesa, la forma romàntica destaca la voluntat i el vitalisme per sobre de l'intel·lecte i la raó, enalteix l'ateisme i glorifica certes classes de violència. Aquesta és la base del corrent anomenat irracionalisme filosòfic.

### Filòsofs destacats

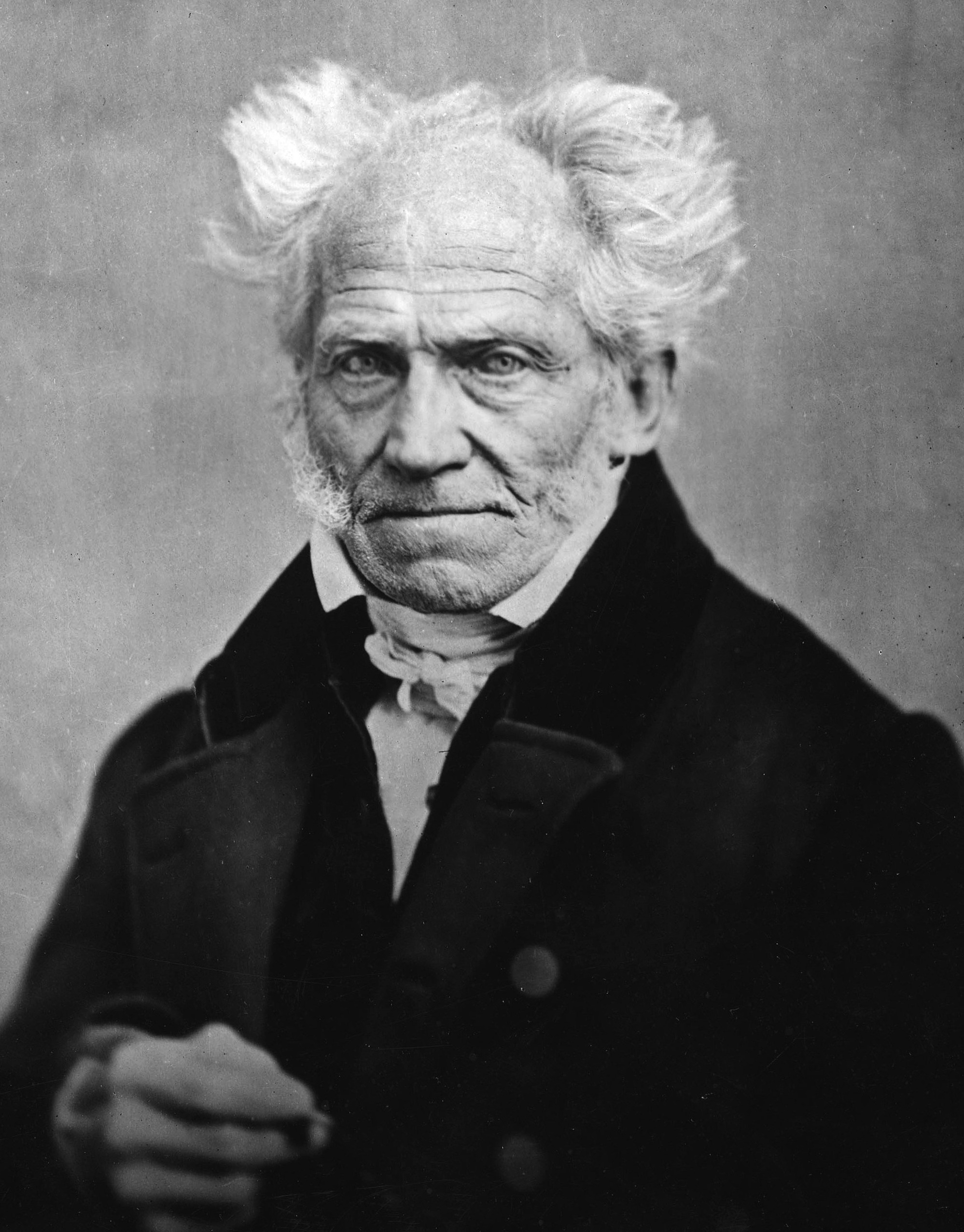
Arthur Schopenhauer

- Arthur Schopenhauer (1788–1860) és considerat un dels primers filòsofs moderns clarament irracionalistes. De tarannà  profundament pessimista, en la seva obra principal  El món com a voluntat i representació (1818), sosté que la realitat profunda no és racional ni ordenada, sinó que està moguda per una força cega i irracional que anomena “voluntat”. Aquesta voluntat és un impuls vital sense finalitat ni sentit, que es manifesta en tot el que existeix, incloent-hi l’ésser humà. La raó, segons Schopenhauer, no és més que una capa superficial que racionalitza allò que la voluntat ja ha decidit. El sofriment, inevitable en aquest món, prové d’aquesta voluntat que mai s’atura ni se satisfà; per aquest motiu, la felicitat no existeix. Schopenhauer considera que només l’art, la contemplació estètica i, sobretot, la negació de la voluntat —inspirada en el pensament budista— poden oferir una sortida a aquest patiment.[2][3]

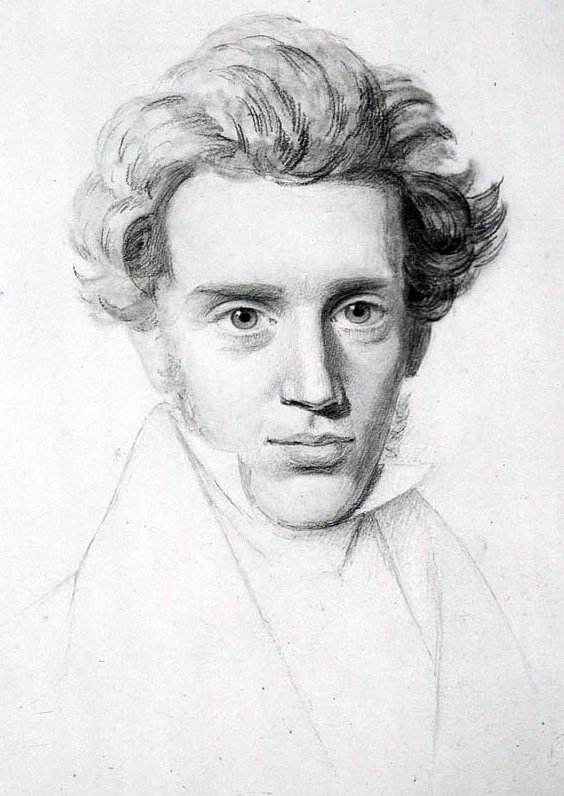
Søren Kierkegaard

- Søren Kierkegaard (1813–1855), filòsof i teòleg danès, és una figura central en la crítica irracionalista al pensament sistemàtic i racionalista del seu temps, especialment al hegelianisme. Va defensar que l’existència humana no pot reduir-se a conceptes abstractes, sinó que es viu des de la subjectivitat, la passió i la decisió personal. Per Kierkegaard, l’angoixa, el dubte i el sofriment són experiències essencials que porten l’individu a enfrontar-se amb el sentit de la seva vida. En obres com Temor i tremolor (1843), sosté que la fe és un “salt” més enllà de la raó, un acte paradoxal que desafia tota comprensió lògica. Aquesta idea converteix la fe no en una conclusió racional, sinó en una aposta existencial que implica risc i compromís total. Kierkegaard és considerat un dels precursors de l’existencialisme i un dels grans crítics de la confiança excessiva en la raó com a guia de la vida humana.[2][7]

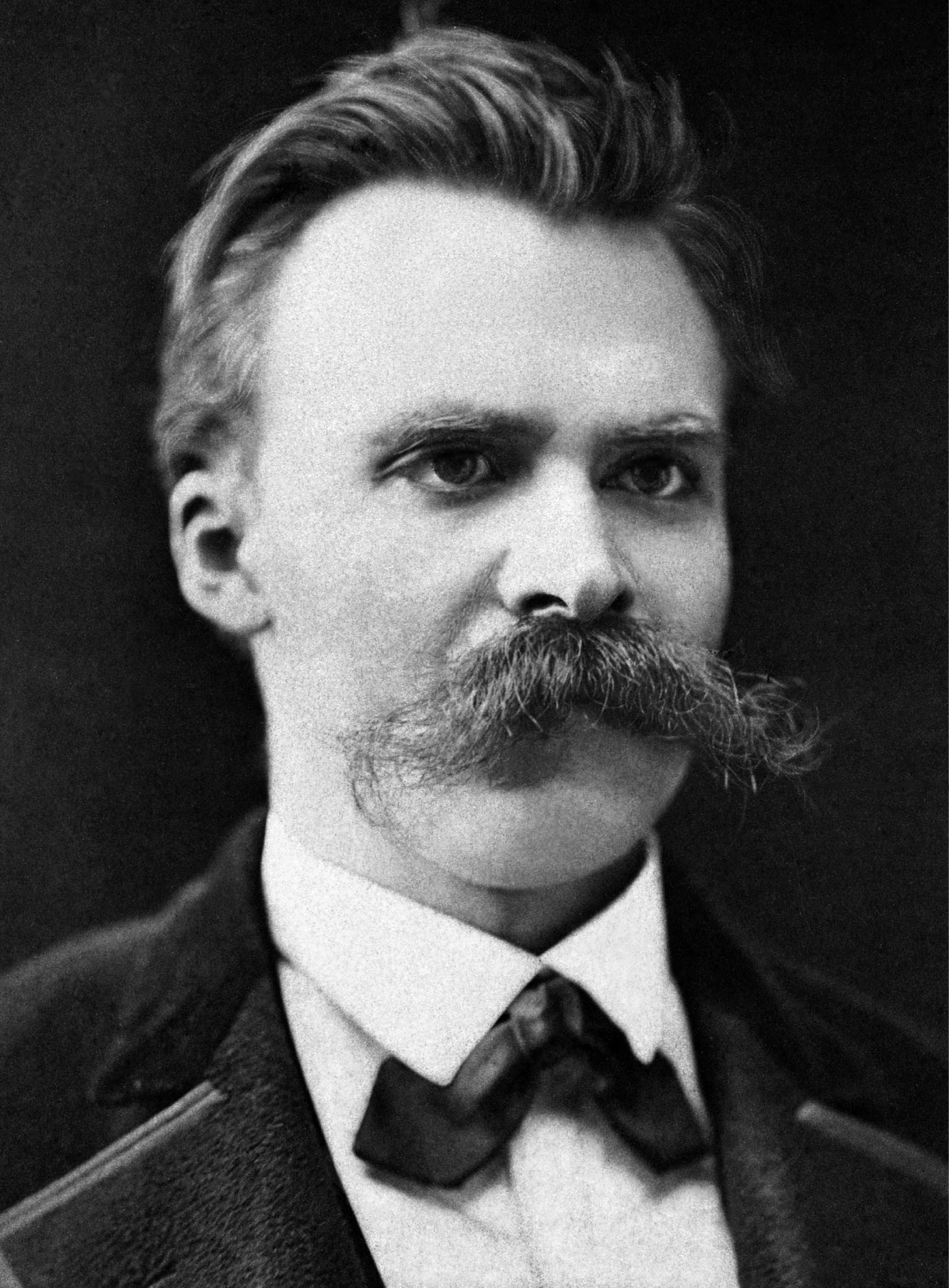
Friedrich Nietzsche

- Friedrich Nietzsche (1844–1900) és una de les figures més destacades de l’irracionalisme modern. Influenciat per Schopenhauer, va criticar profundament la tradició filosòfica occidental per haver privilegiat la raó i l’ordre per damunt de la vida, la força i la creativitat. És el primer a exaltar l'aspecte sagrat de la vida; la vida com a dolor, incertesa i destrucció, dominada per l'atzar. En obres com El naixement de la tragèdia (1872), va contraposar dos principis simbòlics: el dionisíac, vinculat a l’instint, la irracionalitat i l’ebrietat vital, i l’apol·lini, associat a la mesura, la forma i la raó. Segons Nietzsche, la cultura grega va ser rica mentre va equilibrar aquests dos pols, però la filosofia de Sòcrates i el cristianisme van trencar aquest equilibri, exaltant la raó i reprimint la vitalitat. Per això, proposa una “transvaloració de tots els valors” que alliberi la voluntat de poder com a força creativa i afirmativa de la vida. Nietzsche no ofereix un sistema filosòfic, sinó una crítica radical que busca desfer les cadenes del pensament racionalista i obrir pas a noves formes de viure i de pensar.[6][8]

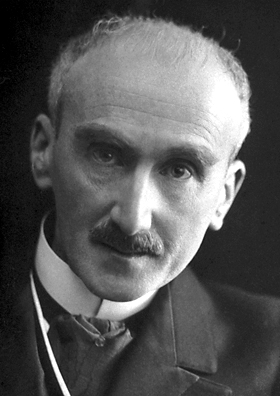
Henri Bergson

- Henri Bergson (1859–1941), filòsof francès, va defensar una concepció del coneixement que contraposava l’intel·lecte a la intuïció. Segons ell, la raó analítica ens permet manipular conceptes i objectes, però només la intuïció pot captar la realitat tal com és, especialment el temps i la vida. En obres com L’evolució creadora (1907), Bergson presenta la noció de «durada» (durée), una experiència del temps interior, fluida i indivisible, que no pot ser mesurada ni representada racionalment. Aquesta durada vital es manifesta en l’élan vital, un impuls creatiu que travessa tota la vida i que no es pot explicar amb categories mecàniques o deterministes. Amb un estil literari i filosòfic innovador, Bergson va influir en pensadors, artistes i científics, i va posar en dubte que la raó fos l’instrument més adequat per entendre els fenòmens vitals i espirituals. El 1927 va rebre el Premi Nobel de Literatura pel valor filosòfic i artístic de la seva obra.[2]

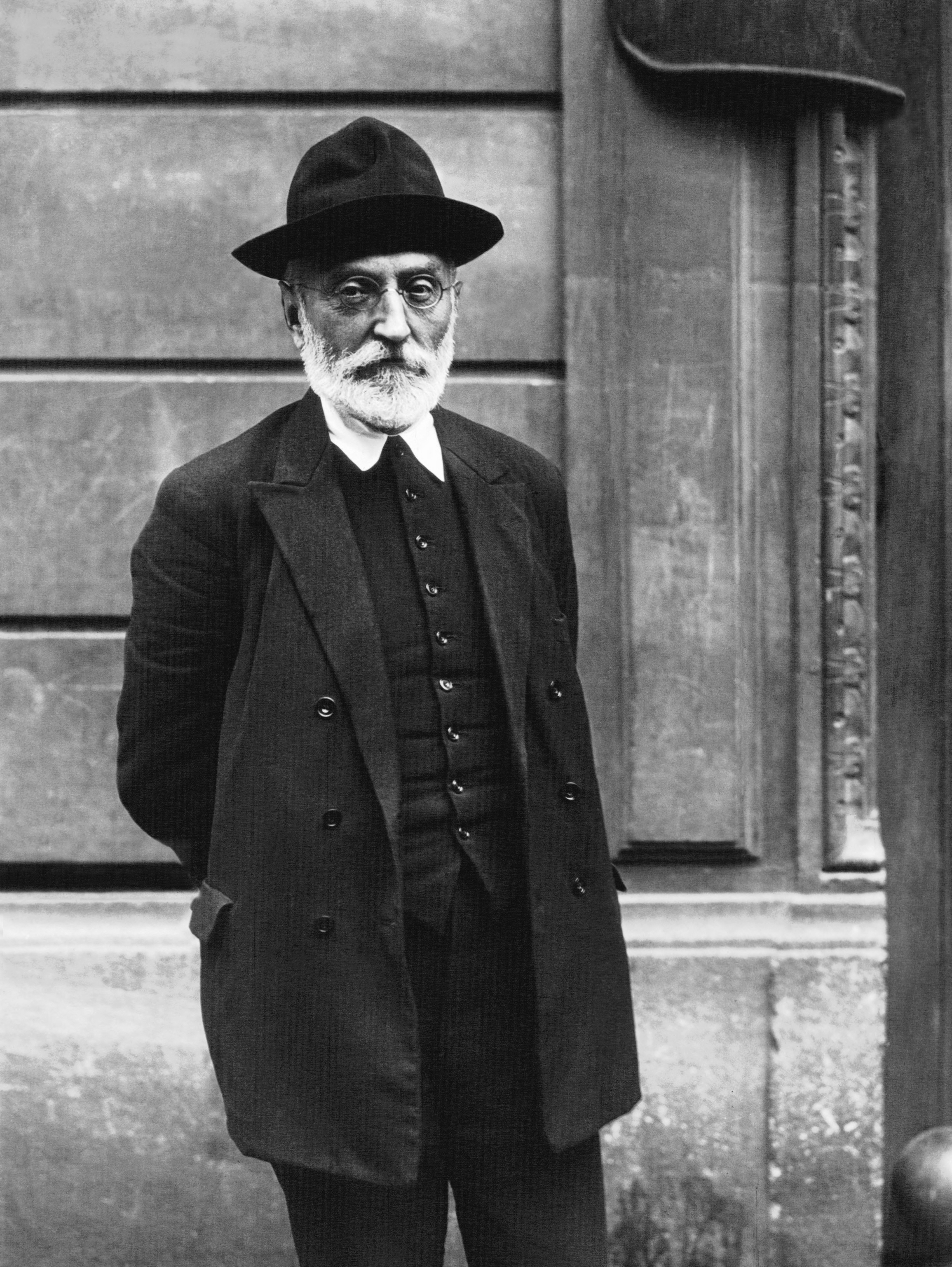
Miguel de Unamuno

- Miguel de Unamuno (1864–1936), escriptor i filòsof espanyol, és una de les figures més representatives de l’irracionalisme hispànic. Tot i que coneixia bé la filosofia racionalista, rebutjava tota construcció abstracta que ignorés el patiment, el desig d’immortalitat i la recerca personal de sentit. Unamuno desenvolupa "una filosofia de l'home de carn i ossos.[6] A l'obra Del sentimiento trágico de la vida (1913) exposa la seva idea central: l’ésser humà no cerca tant la veritat com la vida, i aquesta vida està marcada per una tensió entre la raó i la fe, entre el pensament i l’esperança. Unamuno reivindica l’experiència subjectiva, el dubte, la contradicció i la lluita interior com a expressions autèntiques de la condició humana. La seva visió del cristianisme no és dogmàtica, sinó existencial i tràgica, i la seva obra filosòfica es confon sovint amb la literatura i la meditació vital. En aquest sentit, s’insereix plenament dins del corrent irracionalista i anticipa alguns aspectes de l’existencialisme europeu.[2]

## Irracionalisme i Política
L’Irracionalisme també ha tingut una presència destacada en l’àmbit polític, especialment com a reacció contra el pensament liberal, racionalista i democràtic sorgit de la Il·lustració. A finals del segle XIX i al llarg del segle xx, diversos moviments polítics van apel·lar a les emocions col·lectives, els símbols, els mites nacionals i la identitat espiritual del poble, en lloc de fonamentar la seva acció en la deliberació racional o l’argumentació crítica.
El cas més evident és l’ús de l’irracionalisme en règims totalitaris com el feixisme italià i el nazisme alemany. Aquestes ideologies van construir un discurs que exaltava el lideratge carismàtic, el culte a la nació, la voluntat de poder i la submissió de l’individu al col·lectiu, sovint a través de la propaganda, l’art èpic i la manipulació emocional de les masses. El filòsof nazi Alfred Baeumler, per exemple, va reinterpretar el pensament de Nietzsche per justificar una concepció de la política basada en l’instint i la força, traint completament el sentit original de l’autor.
També hi ha formes més subtils d’irracionalisme polític en contextos democràtics, com ara el populisme, que apel·la a l’emoció, a l’oposició visceral entre “el poble” i “l’elit”, i a la creació d’enemics simbòlics. En aquests casos, es desconfia obertament de les institucions, del debat racional i dels fets verificables, en favor de discursos simples i carregats d’emotivitat.

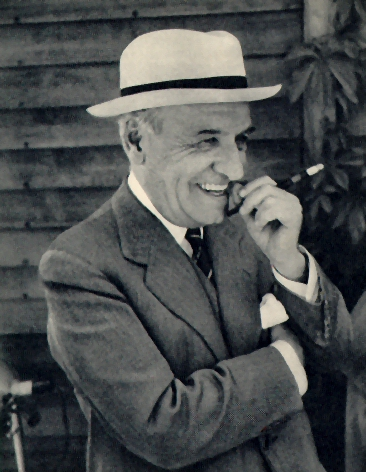
José Ortegga y Gasset

En aquest context, autors com José Ortega y Gasset (1883–1955) van advertir dels perills d’una societat que rebutja la raó, el coneixement expert i la cultura crítica. A la seva obra La rebelión de las masas (1930), Ortega defineix l’«home-massa» com aquell individu que, tot i viure en una societat complexa i avançada, es comporta amb indiferència davant el saber, la tradició i la responsabilitat col·lectiva. L’home-massa no aspira a comprendre el món racionalment, sinó a satisfer les seves emocions immediates i imposar les seves opinions sense fonament. Aquesta actitud, segons Ortega, constitueix un símptoma de decadència cultural i obre la porta a formes de política irracional, autoritària i emocionalment manipuladora. Davant la desconfiança envers les elits intel·lectuals, les institucions democràtiques i la ciència, Ortega defensa el paper de la raó com a eina de convivència i de progrés social.

## Irracionalisme i Art

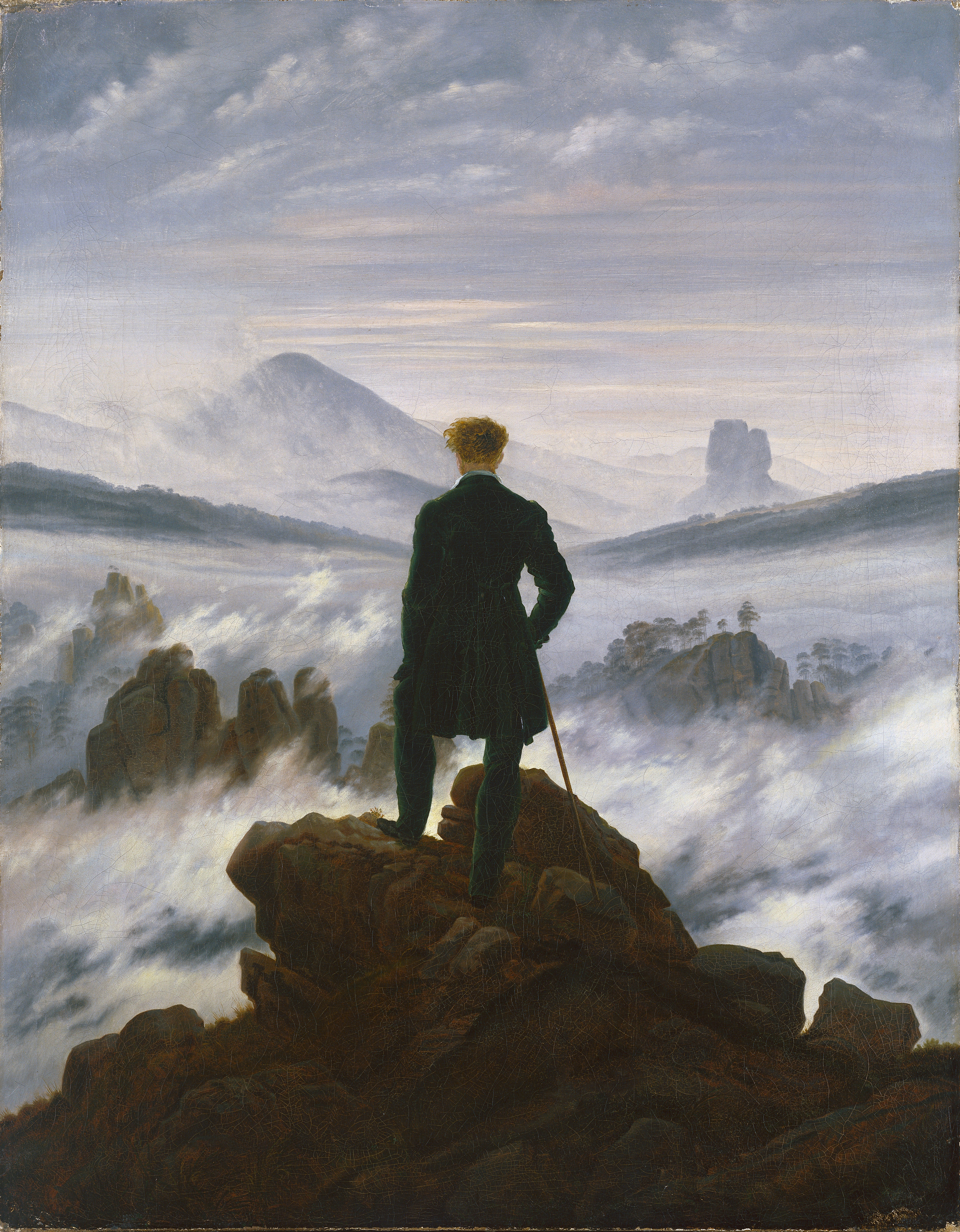
"El caminant sobre el mar de boira" de Caspar David Friedrich

Molts artistes i moviments han qüestionat el predomini de la raó i han cercat formes d’expressió que connectin amb l’emoció, el subconscient, l’instint o el misteri. Aquest impuls ha estat especialment viu en períodes de canvi cultural i crisi de valors, on l’art ha servit com a mitjà per explorar el que no es pot formular racionalment.
Al segle xix, el romanticisme va representar una reacció estètica i cultural contra els valors racionalistes de la Il·lustració. Els romàntics exaltaven el sentiment, la imaginació, la passió i la llibertat interior, posant èmfasi en la dimensió subjectiva i fins i tot patològica de l’experiència humana. Artistes com Caspar David Friedrich en pintura o Francisco de Goya en la seva etapa fosca van explorar temes com la solitud metafísica, el terror i la irracionalitat de la condició humana.
Al segle XX, el surrealisme va canalitzar l’herència de l’irracionalisme a través d’una estètica profundament marcada per l’inconscient i la psicoanàlisi. Inspirats en Freud, autors com André Breton, Salvador Dalí o Max Ernst van reivindicar el somni, la il·lògica i les associacions lliures com a base per a la creació. El surrealisme defensava que l’art havia de trencar amb la raó repressiva i alliberar els impulsos profunds de l’ànima humana.
També altres moviments com l’expressionisme, el simbolisme o l’avantguardisme van rebutjar la racionalitat clàssica, explorant emocions extremes, l’angoixa existencial o el caos. Aquestes estètiques sovint reflectien una crítica a la civilització tecnificada i a la deshumanització provocada pel progrés industrial.
A Catalunya, dos creadors exemplifiquen formes distintes d’irracionalisme artístic: Antoni Gaudí, amb la seva arquitectura simbòlica, orgànica i espiritual, i Salvador Dalí, amb un surrealisme provocador i d’arrel freudiana. Gaudí, tot i ser proper al modernisme, va desenvolupar un estil personalíssim inspirat en la natura i la fe religiosa, allunyat de tota norma acadèmica. Dalí, per la seva banda, va explorar obsessivament el subconscient, la sexualitat i la mort, fent del seu art una forma radical d’investigació de l’irracional.